# كريستين سميث (كاتبة)
كريستين سميث (بالإنجليزية: Kirsten Smith)‏ هي كاتبة سيناريو أمريكية، ولدت في 12 أغسطس 1970 في الولايات المتحدة.

## وصلات خارجية
- كيرستن سميث على موقع IMDb (الإنجليزية)
- كيرستن سميث على موقع ألو سيني (الفرنسية)
- كيرستن سميث على موقع أول موفي (الإنجليزية)
- كيرستن سميث على موقع قاعدة بيانات الأفلام السويدية (السويدية)
- كيرستن سميث على موقع قاعدة بيانات الفيلم (الإنجليزية)
- كيرستن سميث على موقع كينوبويسك (الروسية)